# Luckau
Luckau (niedersorbisk: Łukow) er en by i Landkreis Dahme-Spreewald i delstaten Brandenburg i Tyskland. Den var, især før Trediveårskrigen, en af de vigtigste byer i Niederlausitz og var distriktsby i forskellige distrikter fra det 15. århundrede til 1993.

## Geografi
Med 207,44 kvadratkilometer er Luckau i Nedre Lausitz en af de arealmæssigt største (91. plads ud af 100) kommuner i Tyskland. Den strækker sig langs nordsiden af Niederlausitzer Landrücken og gennemløbes af floderne Berste og Wudritz, som begge løber ud i Spree. Det højeste punkt i kommunen er Mühlenberg i syd med 120 moh. Den sydlige halvdel af byens område er indlejret i Niederlausitzer Landrücken Naturpark. Mellem Schlabendorf am See og Fürstlich Drehna ligger den tidligere Schlabendorf-Süd brunkulsmine i Lausitz brunkulsmineområde.

## Historie
Det ældste bevarede dokument, der omtaler byen Luckau (med den slaviske form Lukow) stammer fra år 1276. Siden middelalderen har byen ligget på en vigtig handelsrute, kaldet "Saltvejen", som var bruges til at transportere salt fra Halle til Lausitz og videre østpå til Polen. I 1468 var byen imod den bøhmiske (tjekkiske) konge Georg af Podiebrad og overgik til Matthias Corvinus af Ungarn. I 1490 gik det fra Ungarn tilbage til Kongeriget Bøhmen, derefter regeret af den polske prins Vladislav 2. En velstående by, der blev en af hovedstæderne i Niederlausitz i 1492.
Ved betingelserne i Pragfreden i 1635 under Trediveårskrigen blev Markgrevskabet af Nedre Lausitz overført til Kurfyrstendømmet Sachsen, hvilket territorium indtil da havde været et Bøhmens ejendom.
Under Trediveårskrigen befæstede svenskerne byen som hovedbase. Den led alvorlig skade som følge af de efterfølgende konflikter.
Den 4. juni 1813, under Napoleonske "Befrielseskrig" blev den franske hærs fremrykning standset af sejren for de russisk-preussiske styrker i Sjette koalition, og der blev erklæret en våbenstilstand, våbenhvilen i Pläswitz . Dette blev kortvarigt afbrudt den 6. juni af en træfning ved slaget ved Luckau (en).